# Petzvalobjektiv
Das Petzvalobjektiv ist das erste Porträtobjektiv (100 mm Brennweite) der Fotogeschichte; es wurde von Josef Maximilian Petzval im Jahre 1840 in Österreich konstruiert und von Voigtländer unter Peter Wilhelm Friedrich von Voigtländer zuerst gebaut, später kam auch Carl Dietzler als Produzent hinzu.

## Innovation
Das Objektiv etablierte gleich zwei Neuerungen: Zum einen war es mit einer größten Blende von 1:3,6 gegenüber früheren Objektiven erheblich lichtstärker, was unter günstigen Bedingungen erstmals Porträts mit Belichtungszeiten von weniger als einer Minute ermöglichte.
Zum anderen berechnete Petzval erstmals die Zusammensetzung der Linsen auf der Grundlage der optischen Gesetze, während Optiker zuvor Linsen nach Erfahrungswerten geschliffen hatten. Für die Berechnungen wurden ihm von Erzherzog Ludwig von Österreich (Oberbefehlshaber der Artillerie) 8 Artillerie-Kanoniere und 3 Korporale zur Verfügung gestellt, da die Artillerie damals zu den wenigen Berufen gehörte, bei denen man mathematische Berechnungen vornahm.

## Geschichte
Das Petzvalobjektiv wurde von Voigtländer produziert und weltweit vertrieben, bis 1862 produzierte er 60.000 Stück.
Zu den Nachteilen von Petzvals Konstruktion gehörte ein starker Schärfeabfall an den Rändern, der in dem von Hugo Adolph Steinheil entwickelten Aplanat auskorrigiert wurde; in den 1880er Jahren konnte er durch eine Modifikation der Linsenabstände auch im Petzvalobjektiv – dann als „Antiplanet“ bezeichnet – die Abbildungsfehler verringern.
Die J-3-Kamera an Bord des Spionagesatelliten KH-4B des US-amerikanischen National Reconnaissance Office sollte ein 24-Zoll f3.5-Petzval-Objektiv beinhalten.
Das konstruktionsbedingte besondere „Wirbel“-Bokeh, das zunächst als Mangel angesehen wurde, führte nach einer Umbewertung durch viele Fotografen zu einer Art Renaissance des Objektivs in den letzten Jahren.
Ein 2013 auf der Plattform Kickstarter gestartetes Crowdfunding-Projekt hat das Objektiv in mehreren unterschiedlichen Versionen nachgebaut, um es an aktuellen Kameras nutzen zu können.
Petzvalobjektive wurden sowohl für Kameras als auch für Filmprojektoren verwendet.

## Bildergalerie

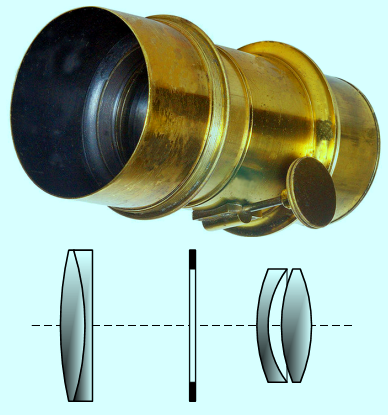
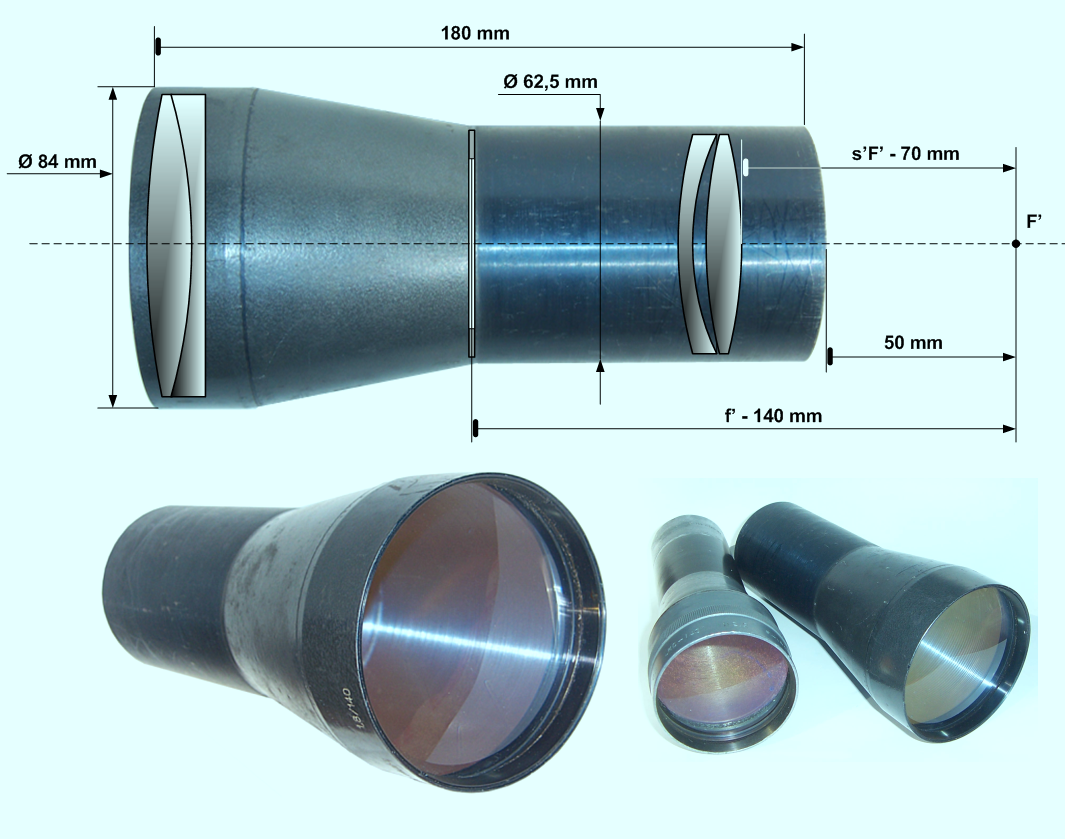
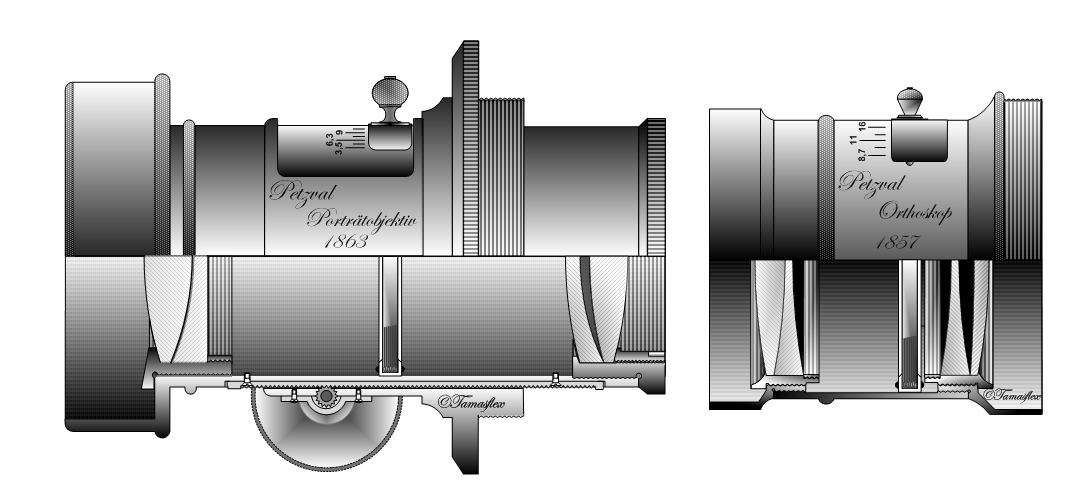
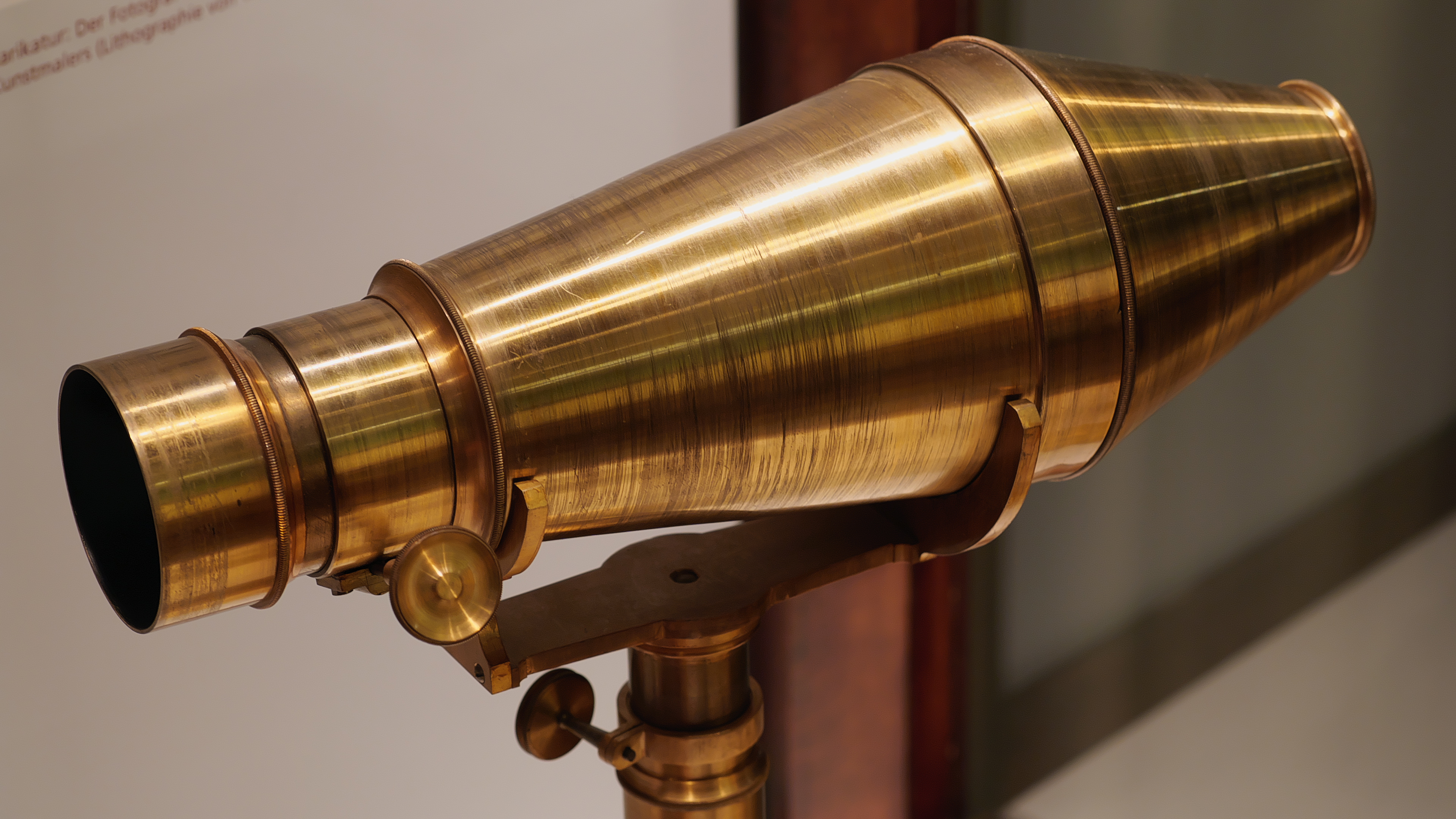
Petzval-Objektiv für Porträts von Voigtländer aus dem Jahr 1840, Museum für Verkehr und Technik, Berlin

## Weitere Wissenschaftler, die für Voigtländer arbeiteten
- Hans Sommer